# St-Symphorien (Ponthion)

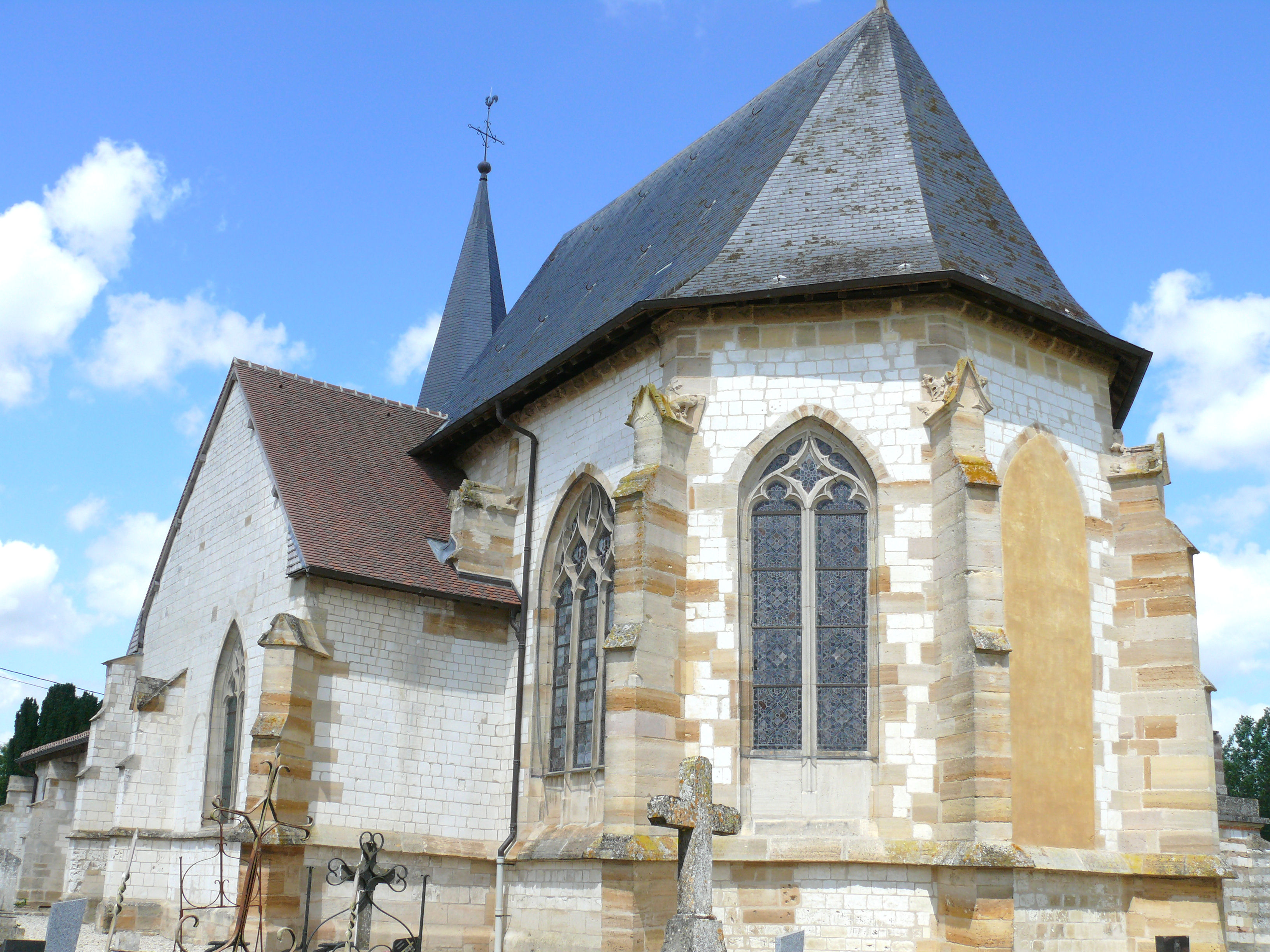
Kirche Saint-Symphorien

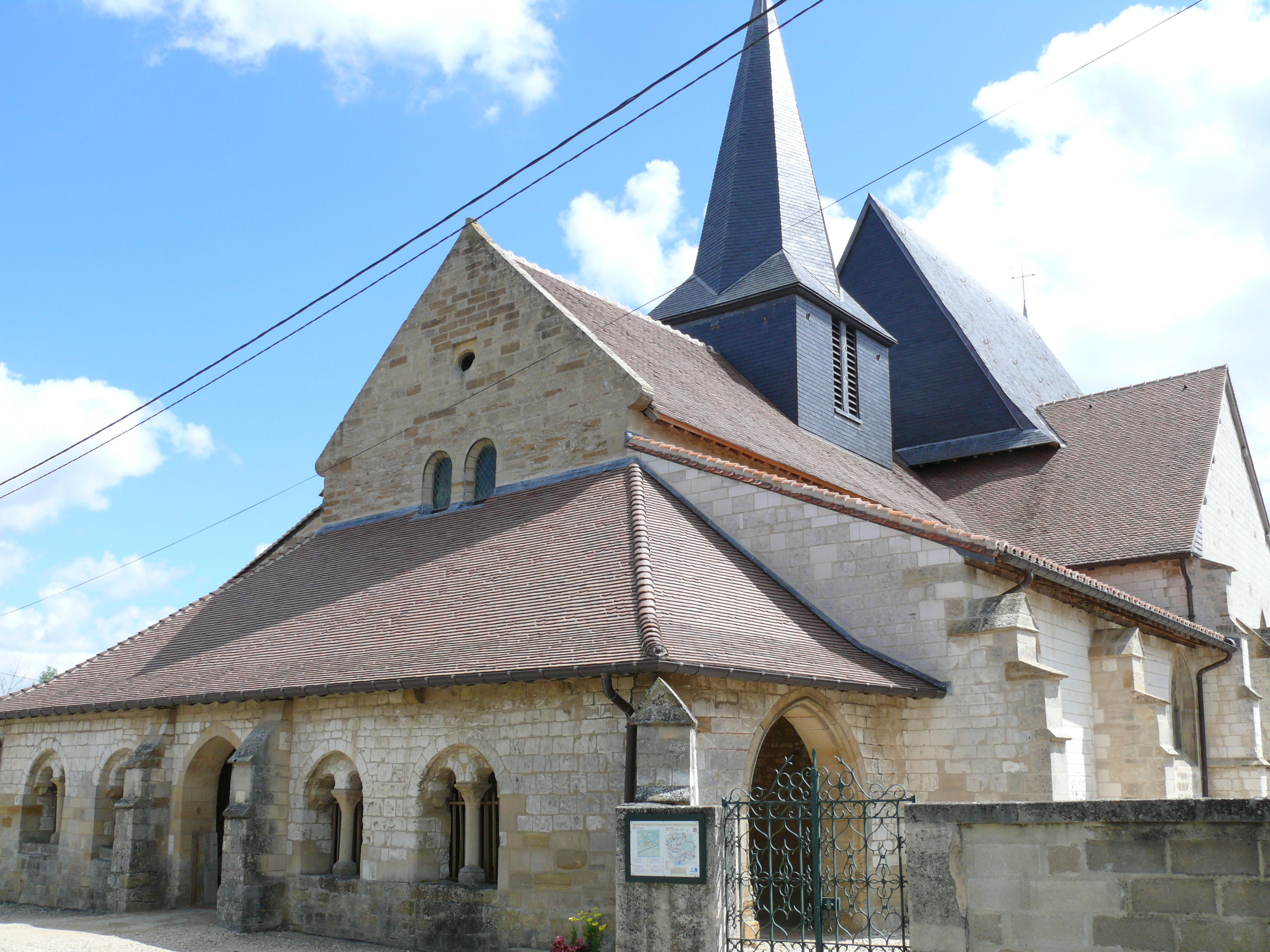
Kirche mit Vorhalle

Die katholische Kirche Saint-Symphorien in Ponthion, einer Gemeinde im Département Marne in der französischen Region Grand Est, wurde vermutlich im späten 11. oder 12. Jahrhundert errichtet. Ende des 15. und zu Beginn des 16. Jahrhunderts wurde die romanische Kirche im Stil der Gotik teilweise erneuert. Die Kirche ist dem heiligen Symphorianus geweiht, einem Märtyrer, der im 2. Jahrhundert in Autun hingerichtet wurde. Im Jahr 1924 wurde die Kirche als Monument historique in die Liste der Baudenkmäler in Frankreich aufgenommen.

## Geschichte
Bereits zu karolingischer Zeit bestand eine Kapelle an dem Ort, an dem im Jahr 754 Papst Stephan II. den Frankenkönig Pippin den Jüngeren traf, um ihn um Hilfe gegen die Langobarden zu bitten. Das Langhaus, mit der Westfassade der älteste Teil der Kirche, geht vermutlich auf das späte 11. Jahrhundert zurück. Im 12. Jahrhundert wurde an die Westfassade die Vorhalle angefügt. Der Chor und das Querhaus wurden Ende des 15. und zu Beginn des 16. Jahrhunderts erneuert.

## Architektur

### Außenbau
Auf dem Langhaus sitzt der Glockenturm mit seiner oktogonalen, schiefergedeckten Spitze. Das Mittelschiff und das Querhaus, die beide gleich hoch und mit Satteldächern gedeckt sind, werden vom Chor überragt. Abgetreppte Strebepfeiler gliedern die Außenmauern der Kirche. Die Westfassade wird über der Vorhalle von zwei kleinen rundbogigen Fenstern und im Giebel von einem Rundfenster durchbrochen. Das in die Vorhalle integrierte Westportal wird von zwei eingestellten Säulen flankiert, auf denen ein von Wölbsteinen eingefasster Rundbogen mit einem schmucklosen Tympanon aufliegt. Durch das Portal an der Südseite gelangt man in den Innenraum.

### Vorhalle
Die rechteckige Vorhalle wurde im 12. Jahrhundert errichtet. Auf beiden Seiten des Mittelportals sind je zwei Zwillingsarkaden angeordnet, die auf schlichten Konsolen aufliegen. Die Mittelsäulen sind mit Blattkapitellen verziert, die Basen stehen auf hohen Sockeln und weisen stark verwitterte Eckblätter auf.

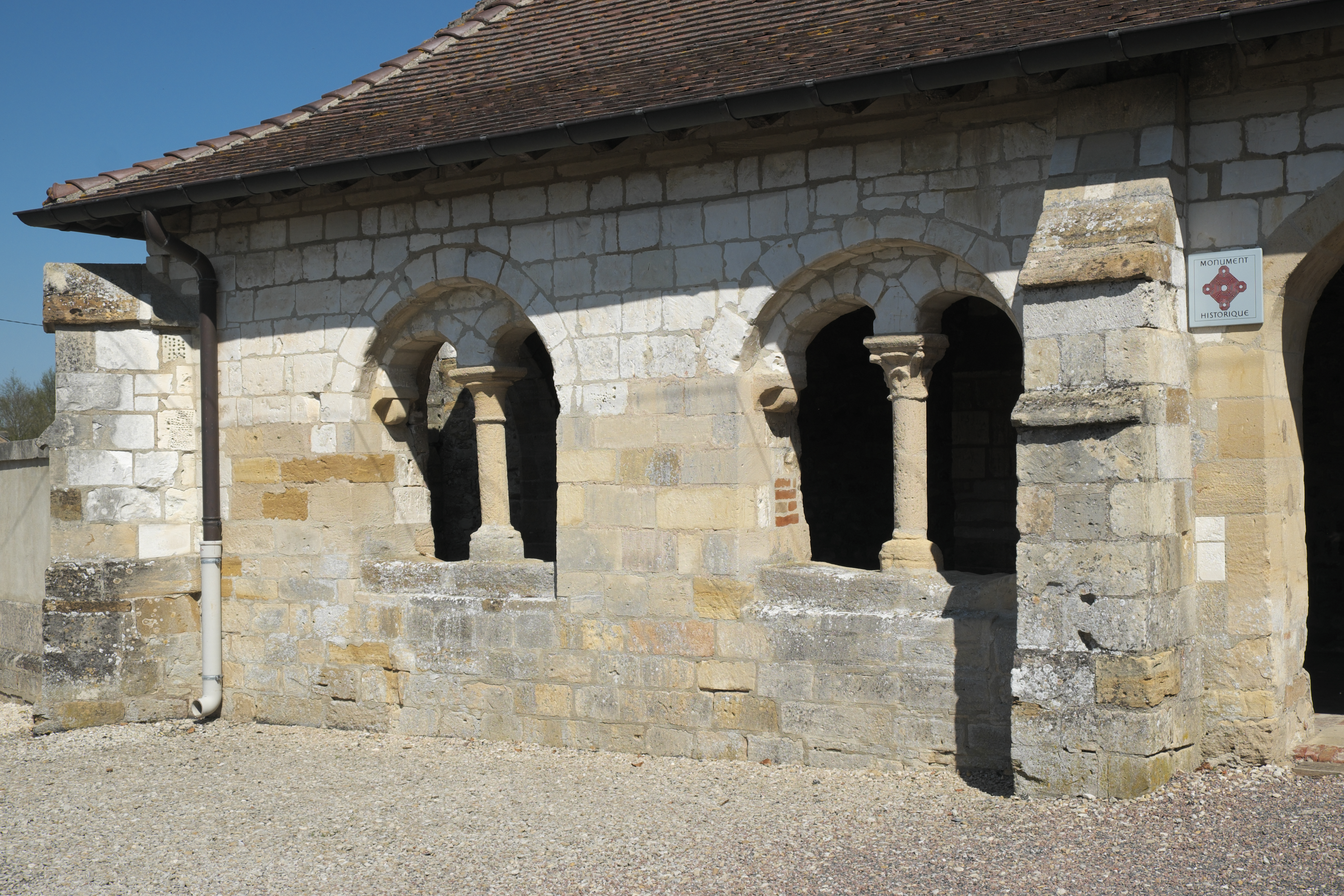
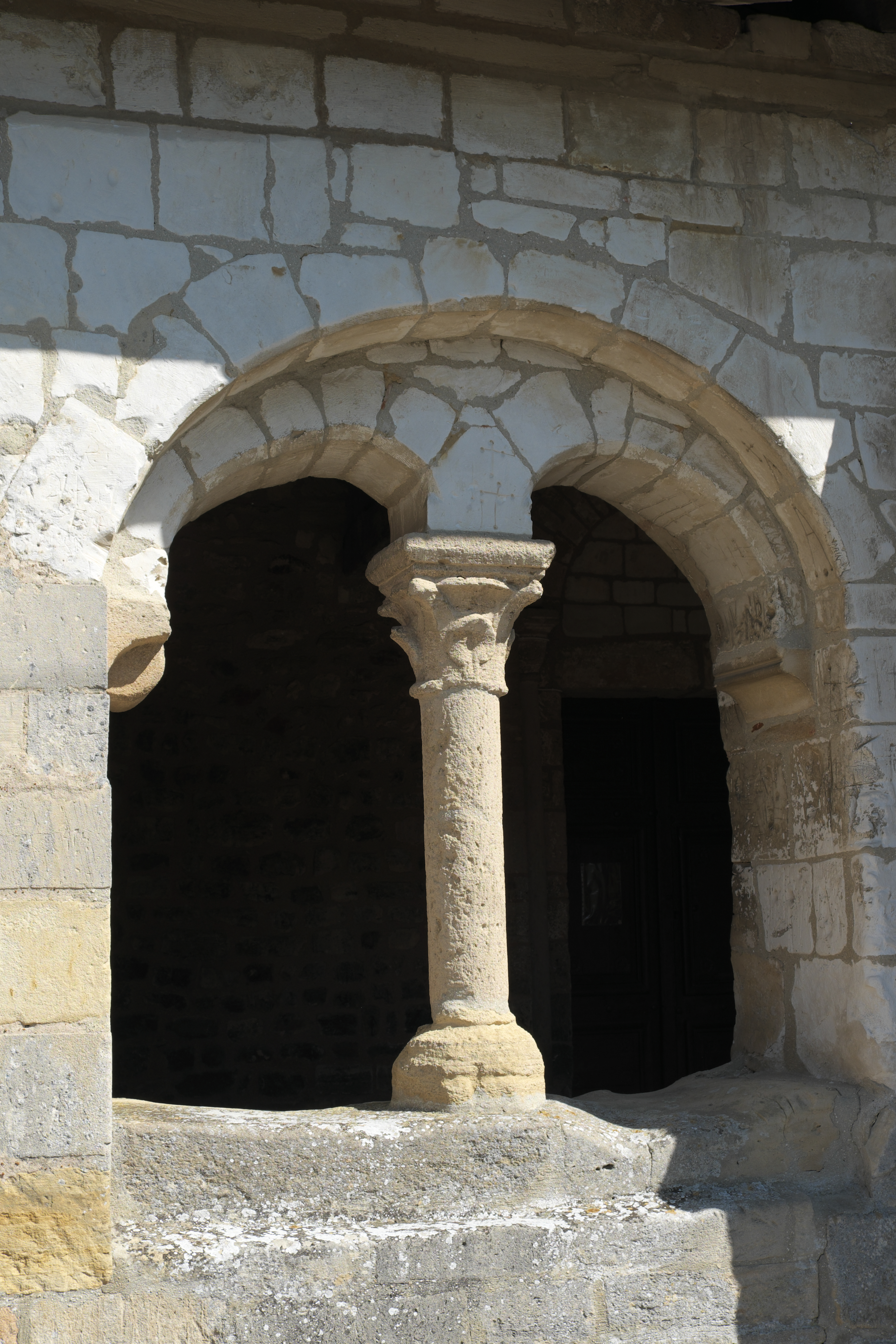
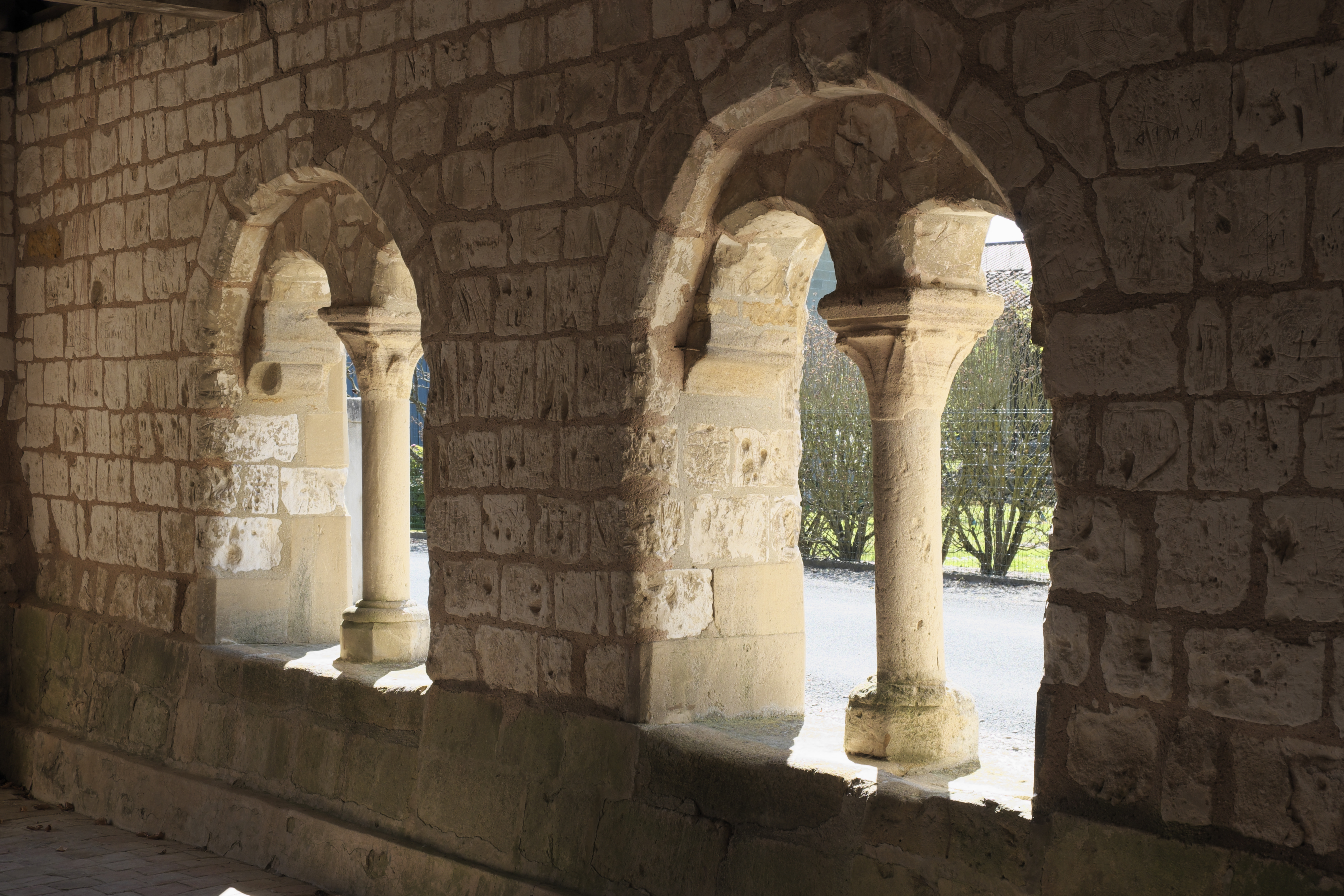
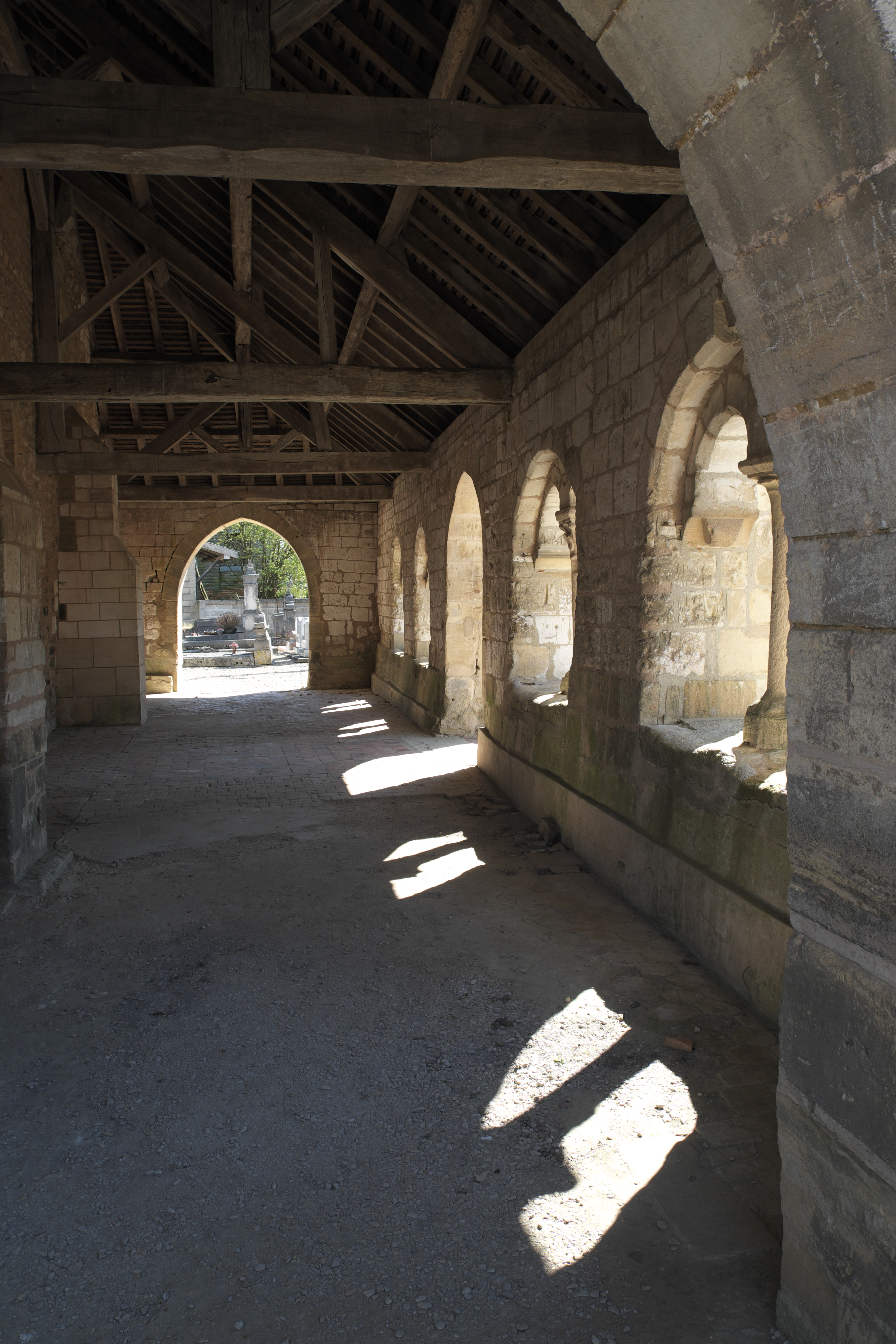
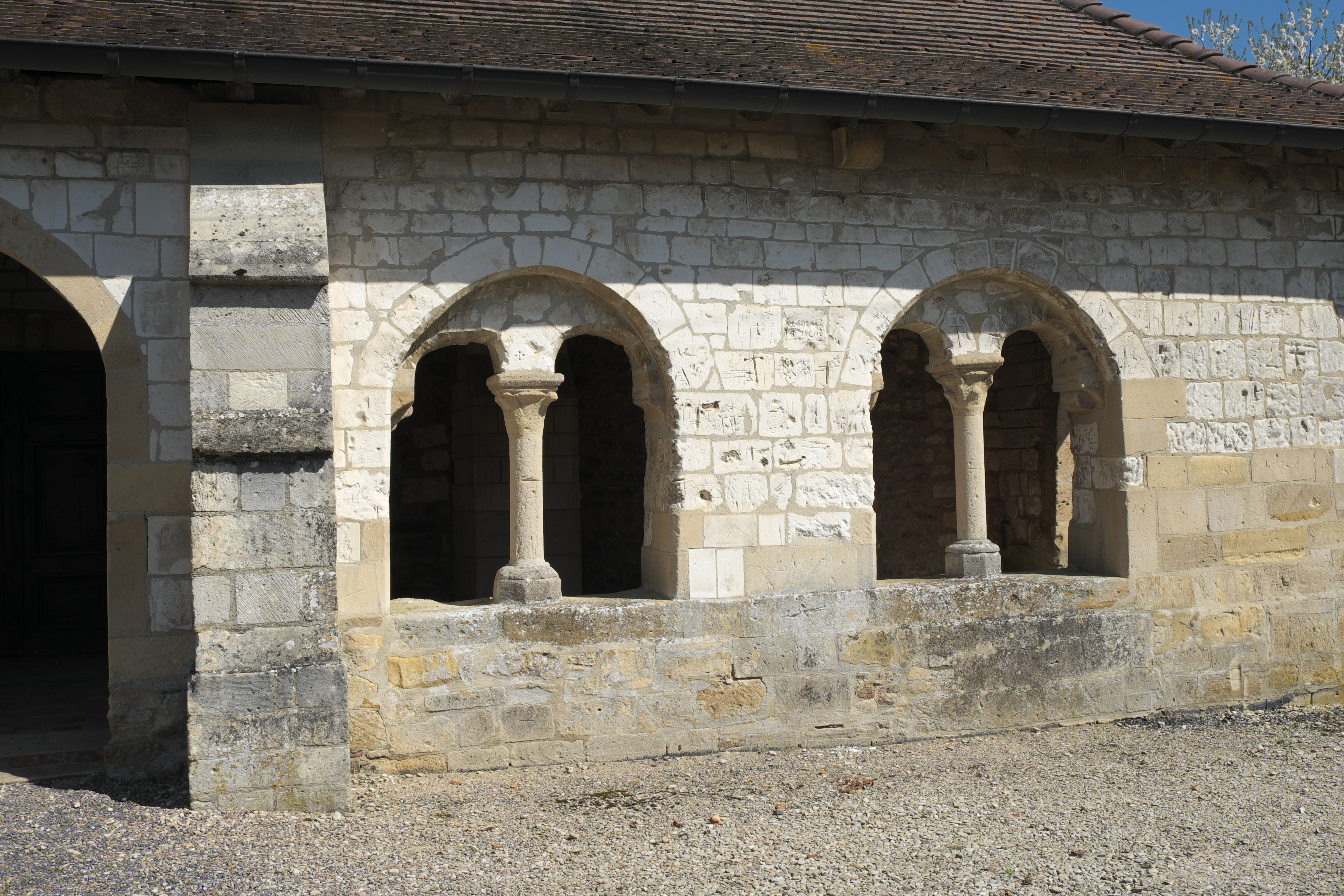

### Innenraum
Die Kirche besteht aus einem dreischiffigen Langhaus mit vier Jochen, einem Querhaus und einem polygonalen Chor. Die rundbogigen Mittelschiffarkaden ruhen auf quadratischen Pfeilern, die jeweils von zwei Halbsäulen mit Würfelkapitellen flankiert werden. Die Kapitelle sind mit stilisierten Blättern oder schlichtem geometrischen Dekor verziert, die Basen besitzen grobe Eckblätter. Auf einem Kapitell ist ein Gesicht eingemeißelt.

Kapitelle
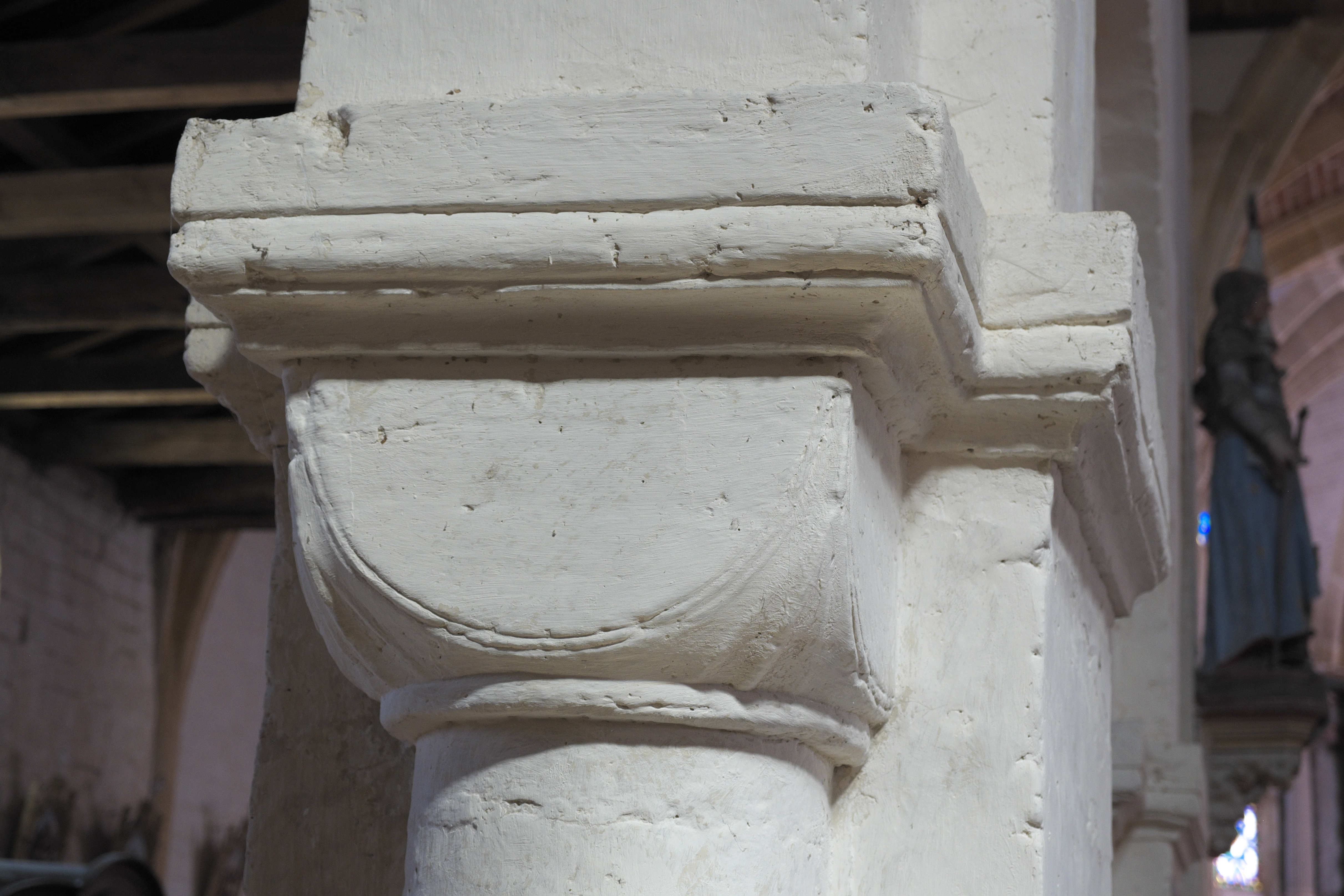
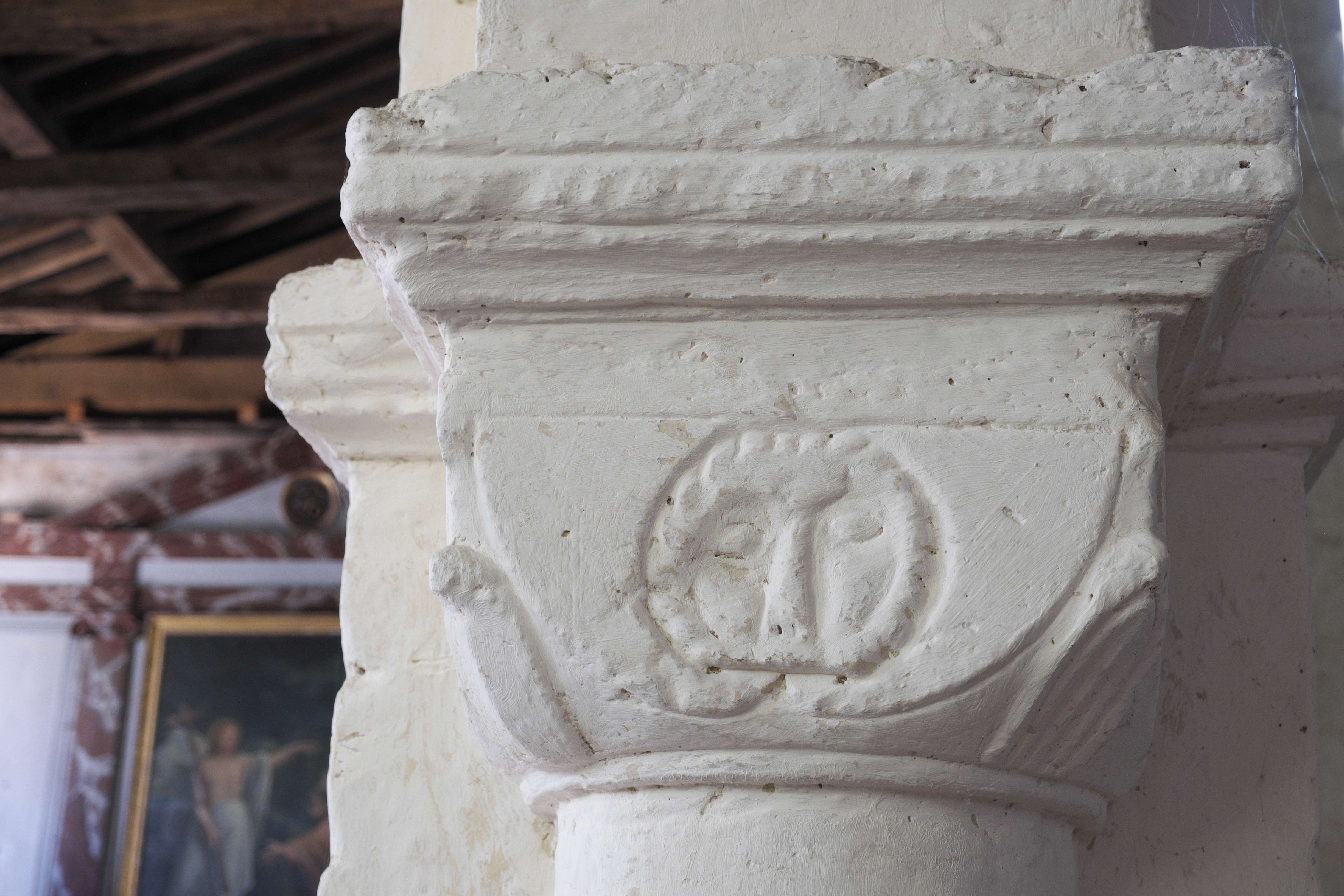
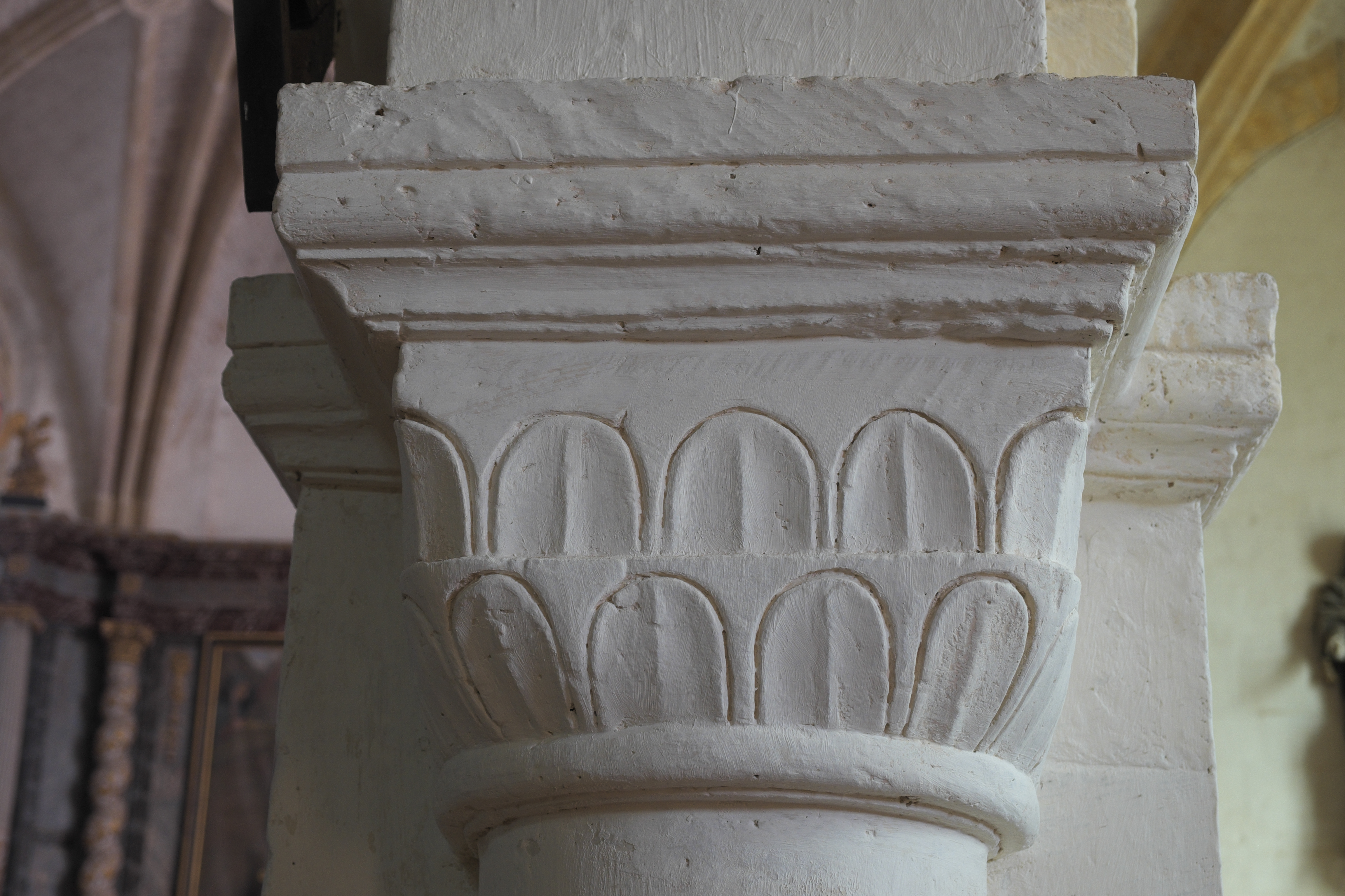

Das Hauptschiff und die beiden Seitenschiffe besitzen Holzdecken, die im 16. Jahrhundert eingezogen wurden. Nur ein Joch des südlichen Seitenschiffs wurde im 15. Jahrhundert mit einem Kreuzrippengewölbe gedeckt, ein Hinweis darauf, dass vermutlich das gesamte Langhaus eingewölbt werden sollte. Der Chor und die Querschiffarme sind ebenfalls mit Kreuzrippengewölben versehen, die mit Schlusssteinen verziert sind. Auf den Schlusssteinen im Chor sind das Haupt Christi, die Evangelistensymbole und die Leidenswerkzeuge wie die Dornenkrone, die Geißel und die Geldbörse des Judas dargestellt. Auf dem Schlussstein unter der Vierung sieht man das Wappen von Saladin d’Anglure (1472–1545), dessen Familie seit dem 14. Jahrhundert die Grundherrschaft in Ponthion ausübte und unter dem die Restaurierung und Erweiterung der Kirche im 15. und 16. Jahrhundert erfolgte. Aus dem 15. Jahrhundert stammt auch die mit Weinranken verzierte Piscina, die von einer Zwillingsarkade mit Kielbögen gerahmt wird.

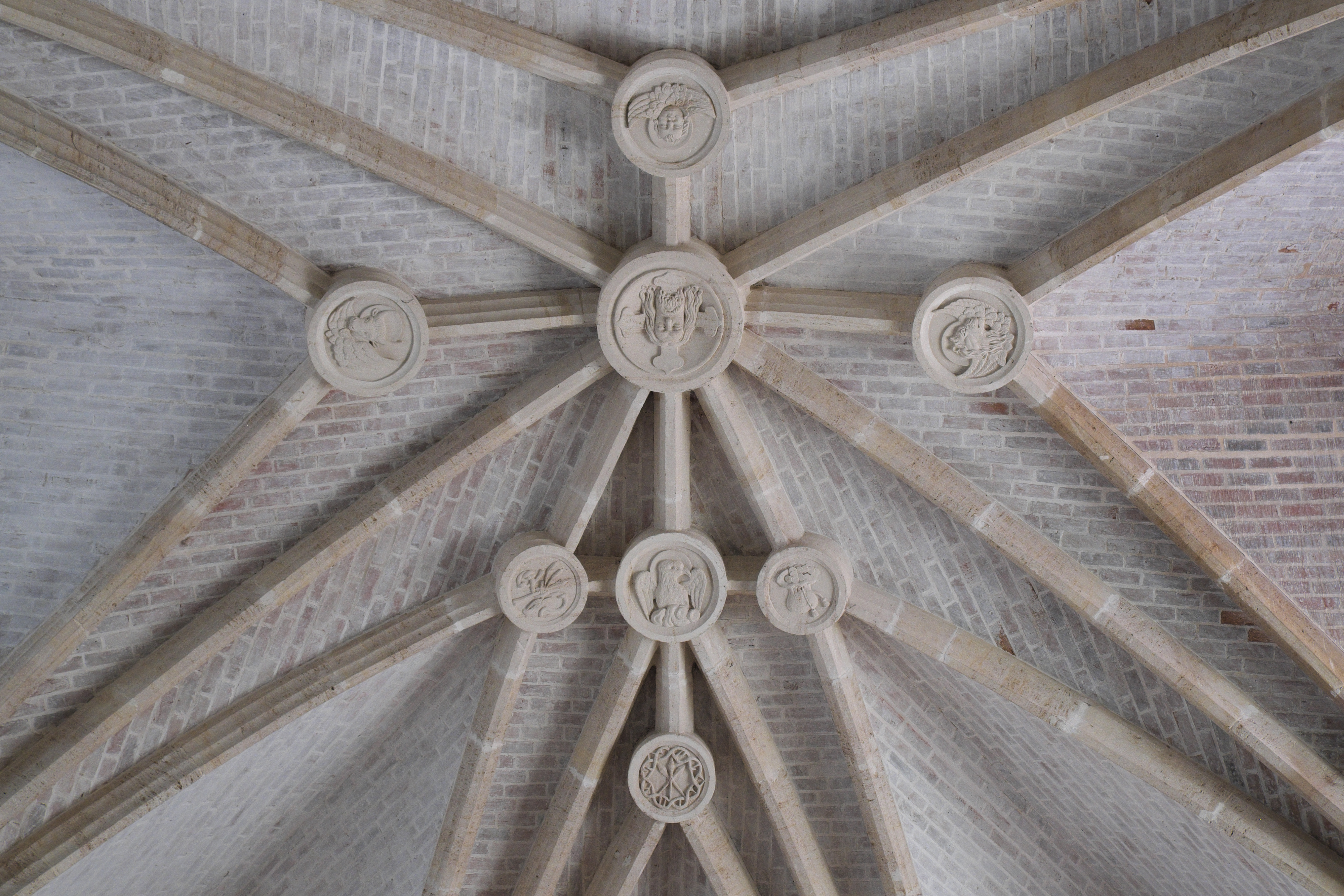
Schlusssteine im Chor
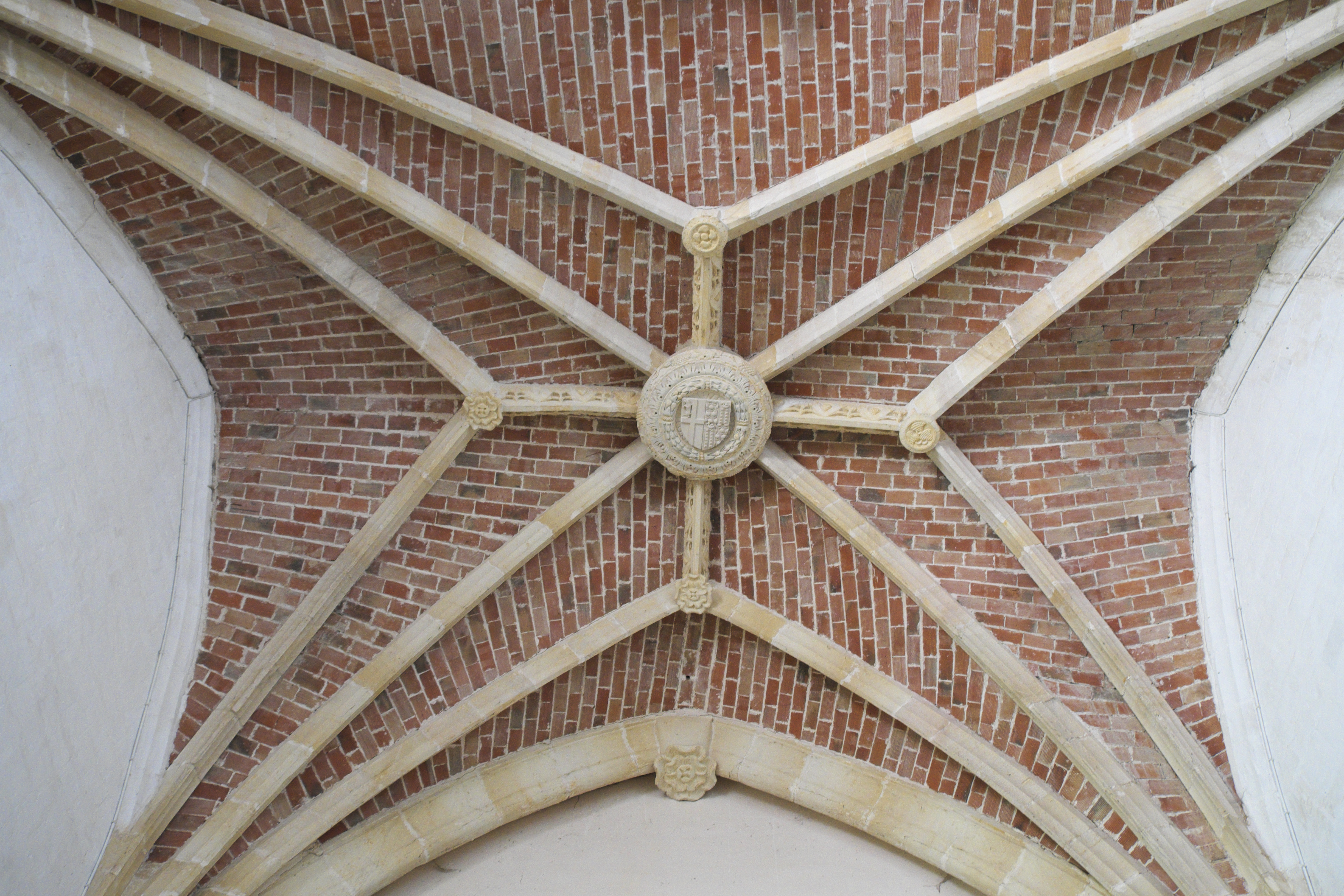
Schlussstein mit dem Wappen von Saladin d’Anglure
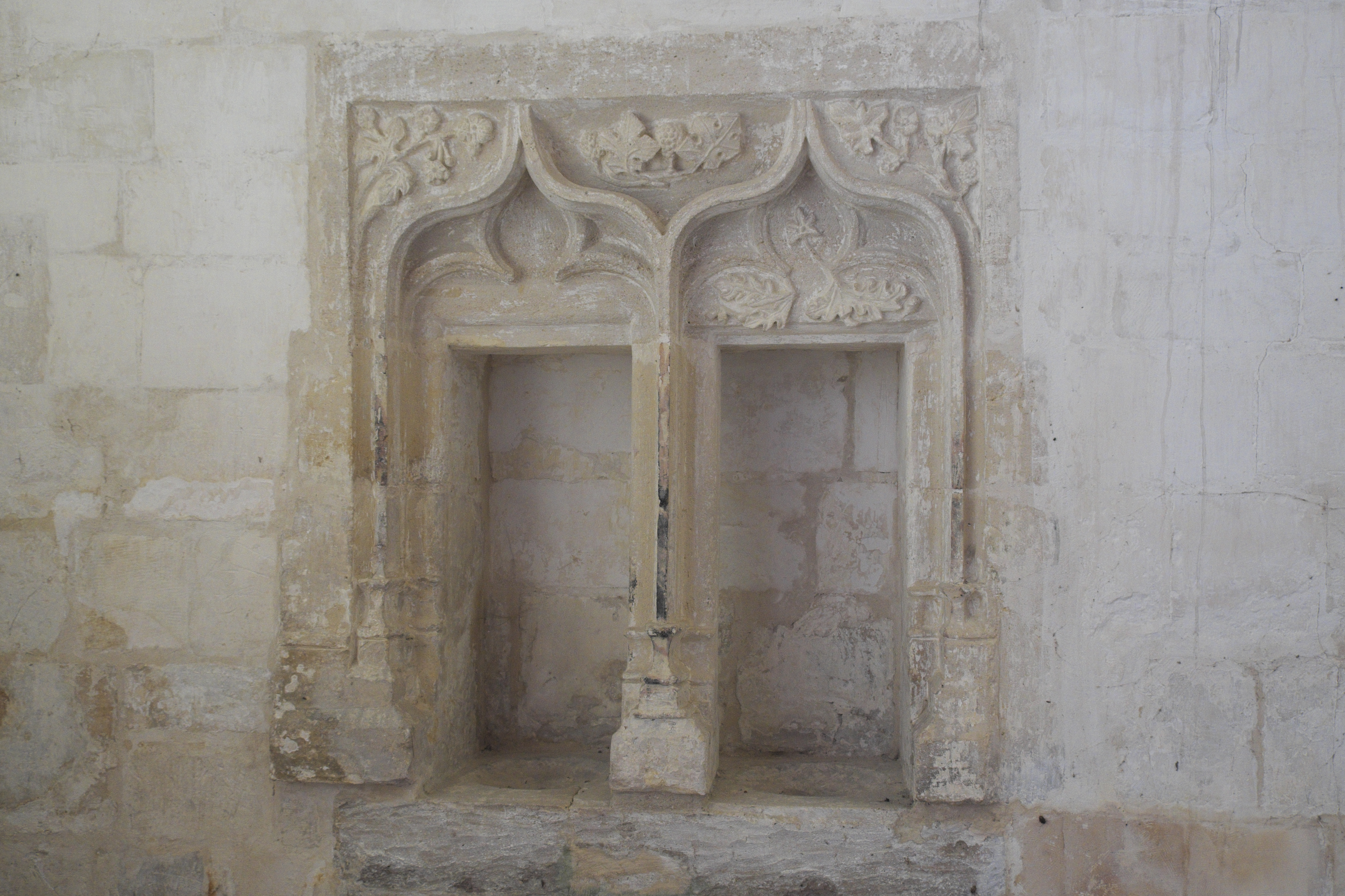
Piscina